# Sceliages brittoni
Sceliages brittoni là một loài bọ cánh cứng trong họ Bọ hung (Scarabaeidae).